# Kapušany
Kapušany jsou obec na Slovensku. Nachází se v okrese Prešov v Prešovském kraji. Leží na styku severního okraje Slanských vrchů se Šarišskou vrchovinou v údolí řeky Sekčov. Územím obce kromě ní ještě protéká říčka Ladianka a Kapušiansky potok. Žije zde přibližně 2 200 obyvatel.

## Doprava
Severně od centra obce vede železniční trať Strážske–Prešov, která byla uvedená do provozu v roce 1943. Severovýchodně za železniční stanicí Kapušany pri Prešove se od ní odpojuje regionální trať Kapušany pri Prešove–Bardejov, vybudovaná už v roce 1893. Obcí prochází silnice I. třídy č. 18.

## Kultura

### Divadlo
- Divadelní soubor DiKAPY

### Hudba
- Kapušančan
- Kapušianske richtaroše
- DFS Čerešenka
- pěvecký soubor Aleluja

## Pamětihodnosti
- Kapušanský hrad – zřícenina hradu ze 13. století
- Kostel sv. Martina – klasicistní stavba z roku 1798

## Galerie

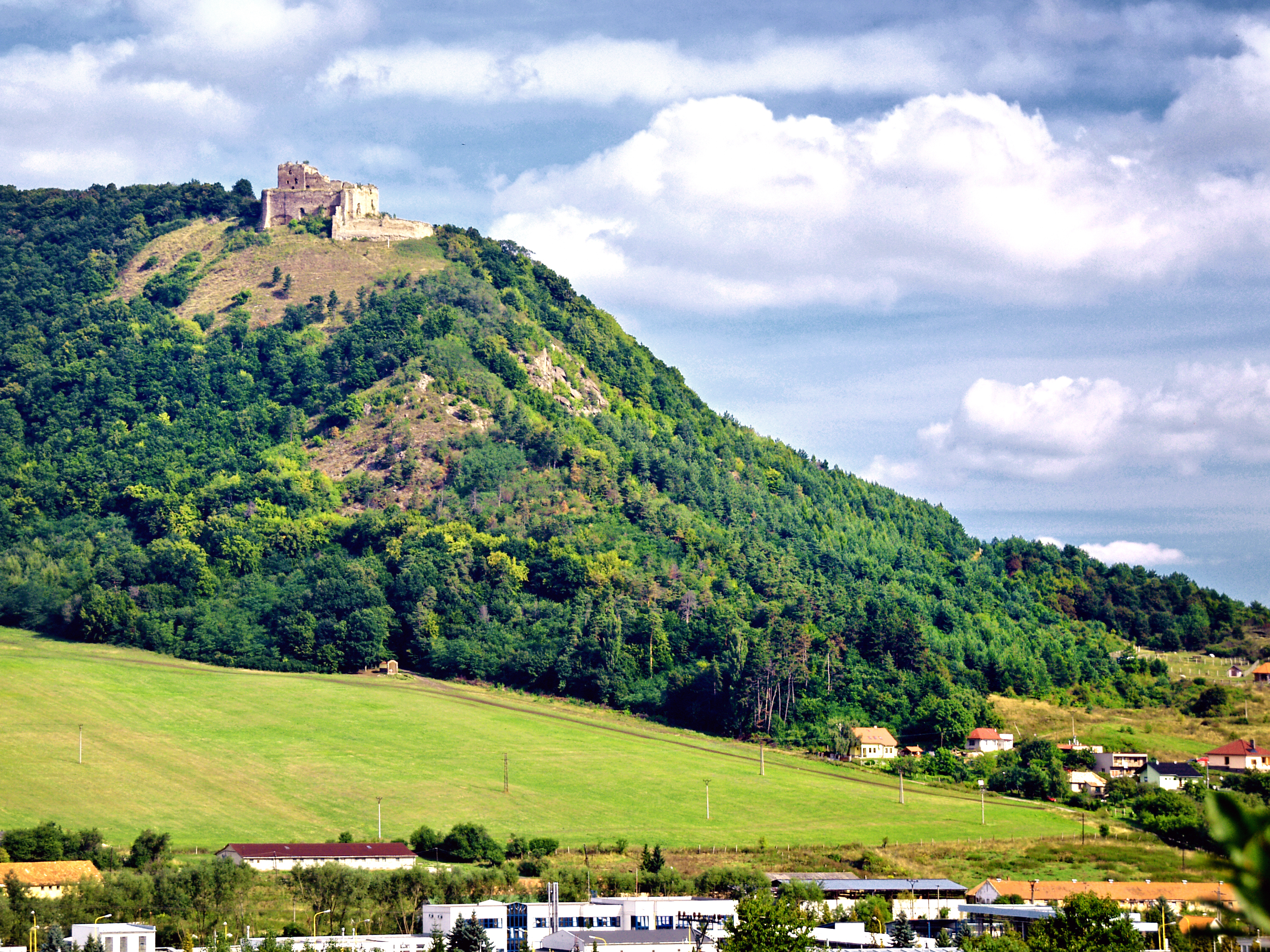
Kapušanský hrad
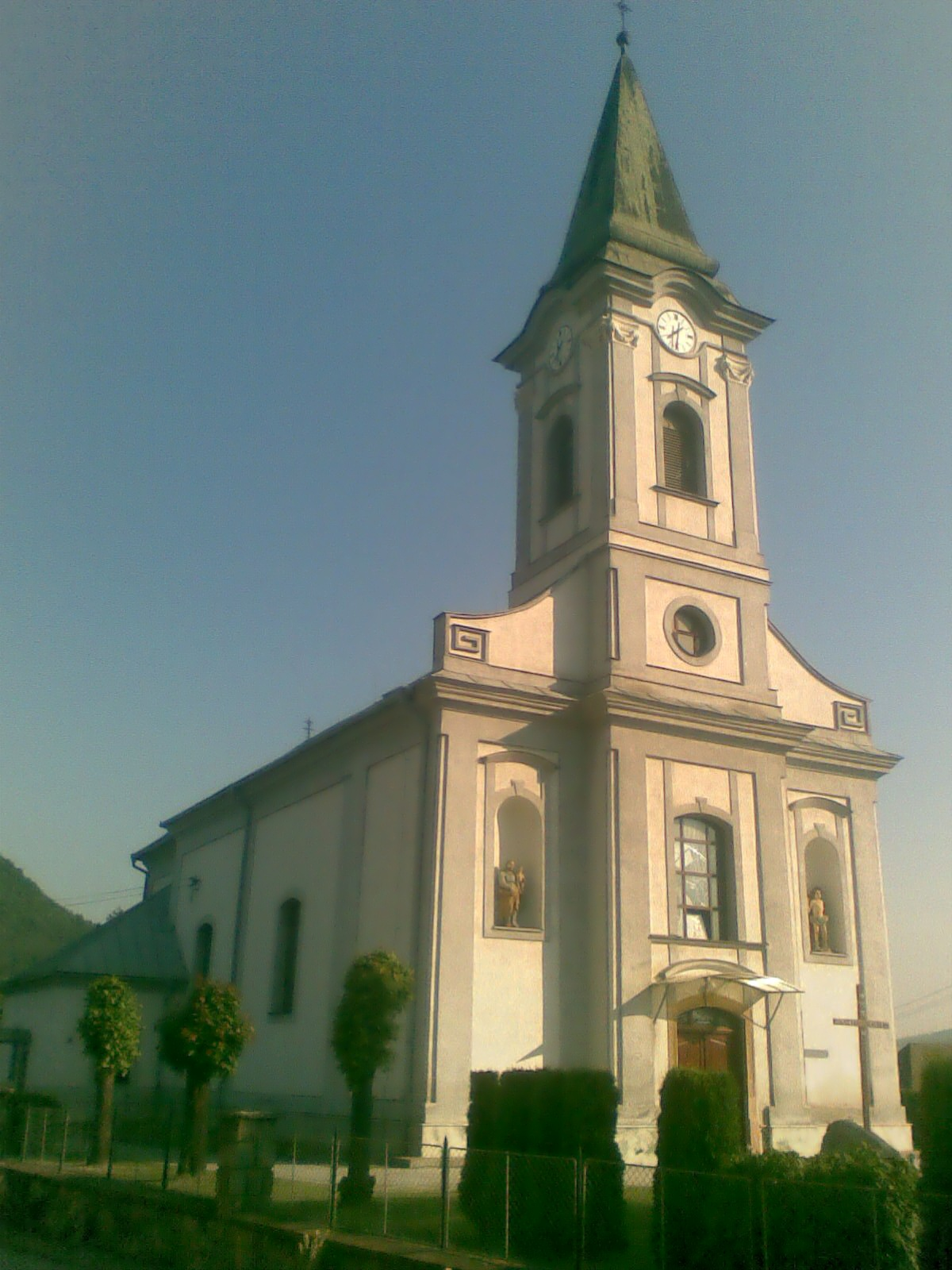
Kostel sv. Martina
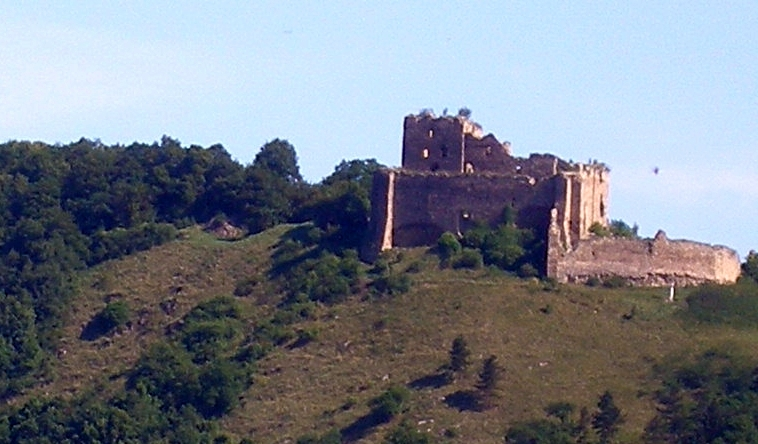
Kapušanský hrad
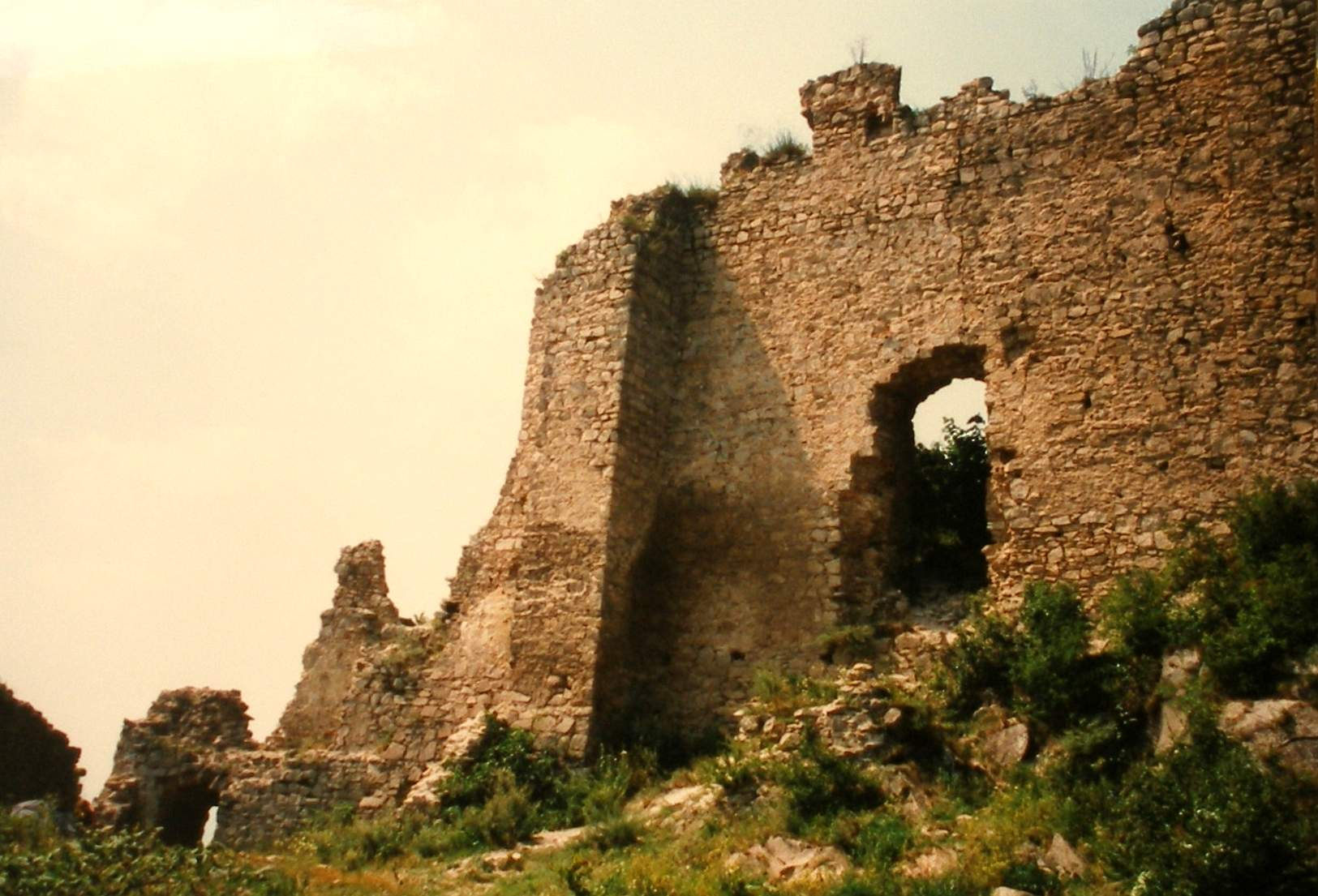
Kapušanský hrad
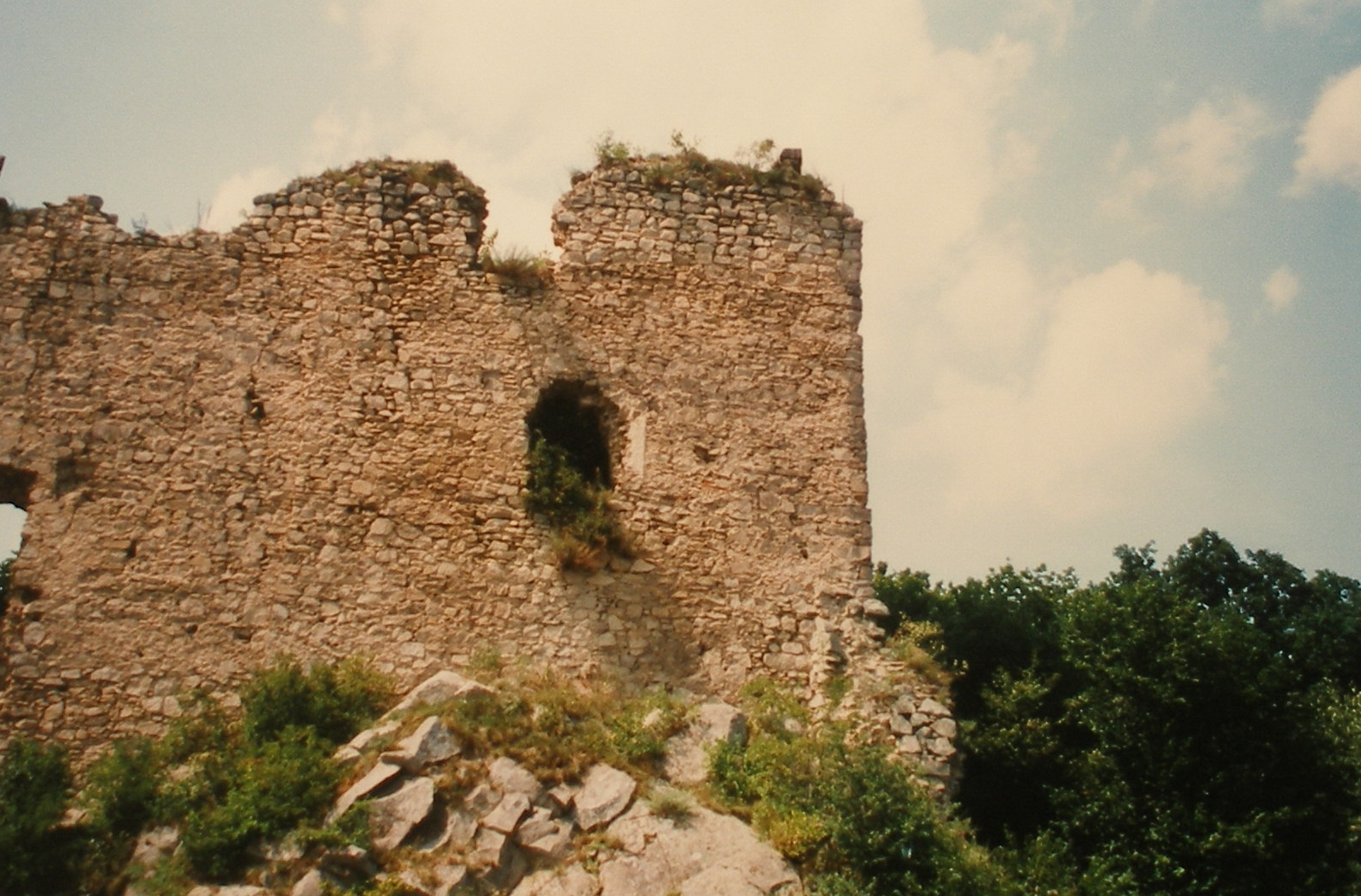
Kapušanský hrad
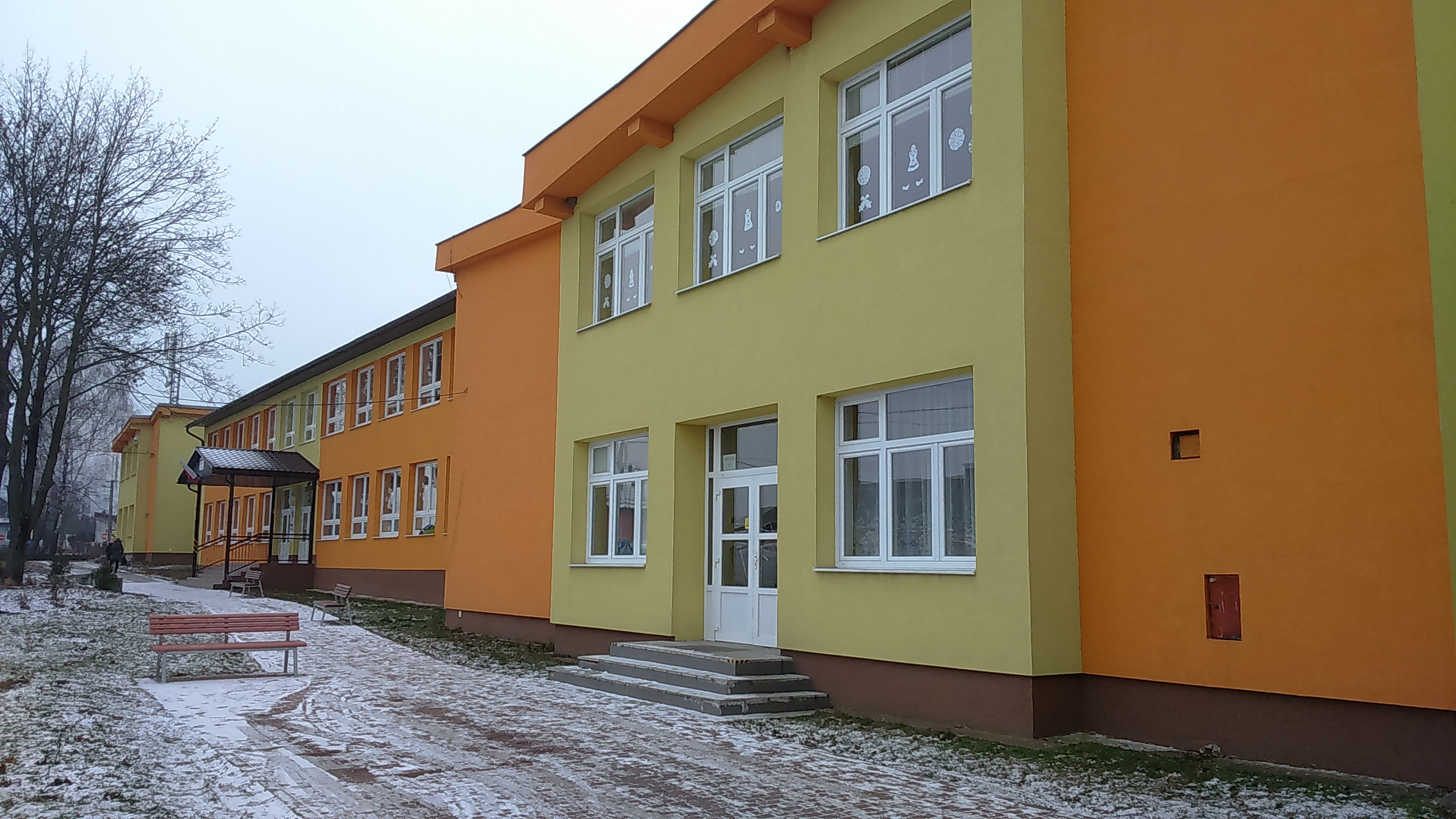
Základní škola
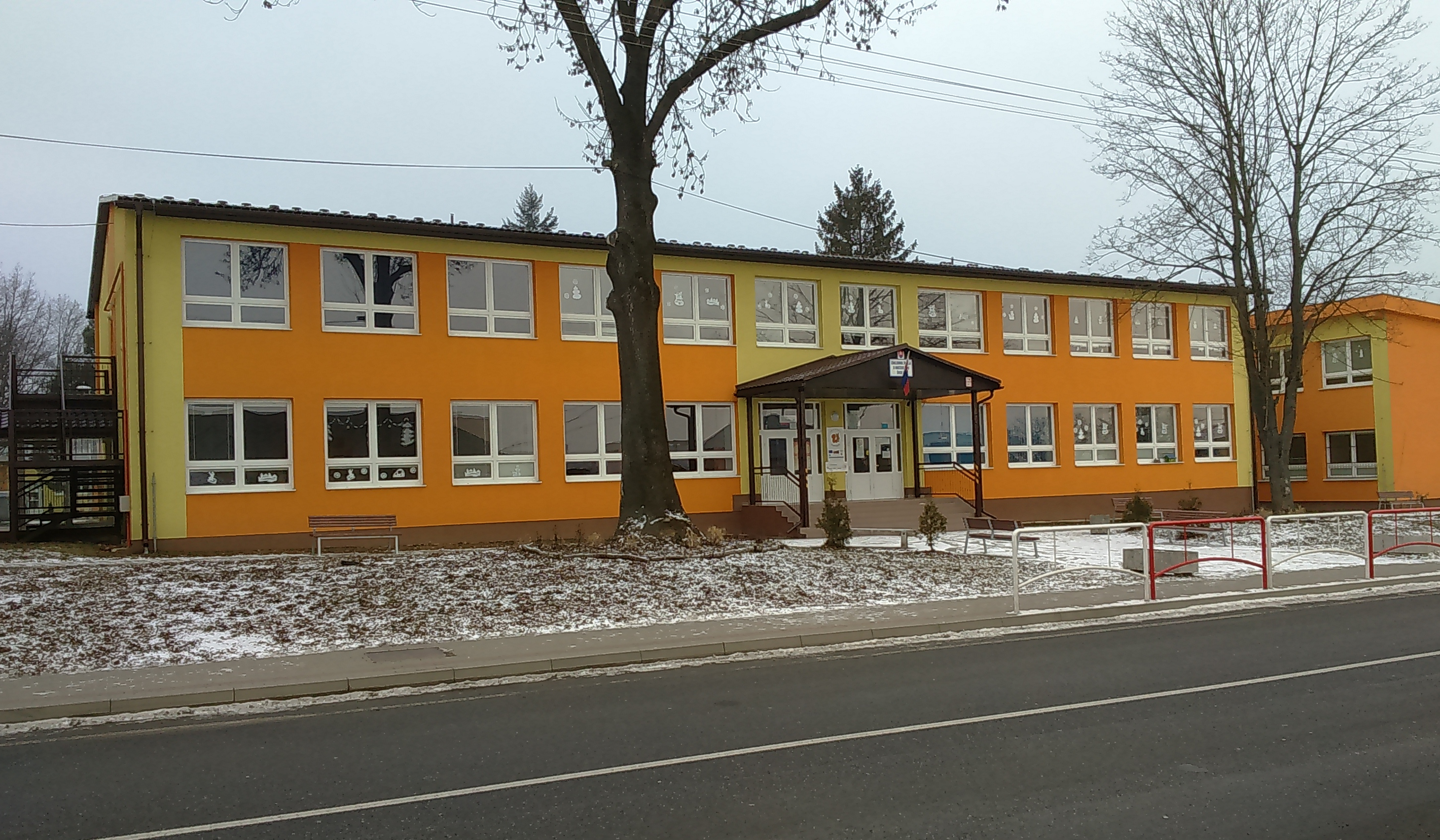
Základní škola
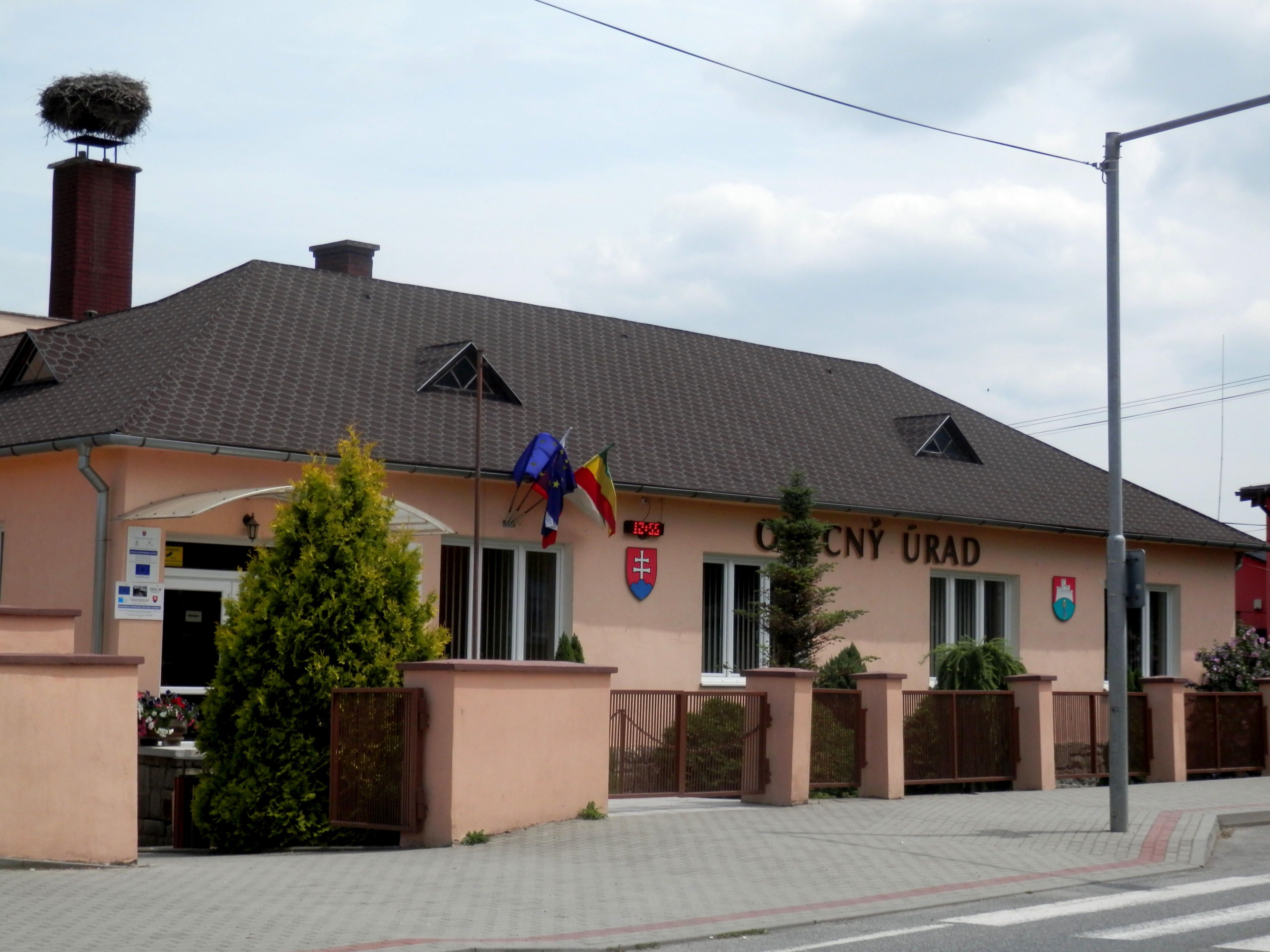
Město
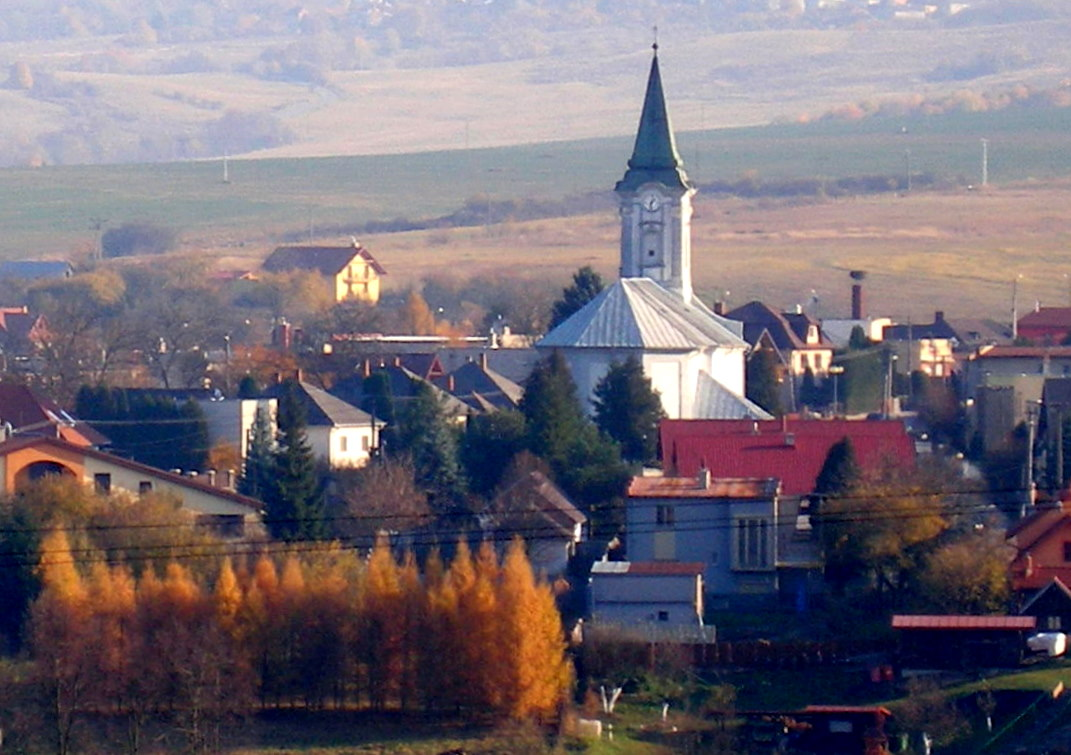
Podzim ve městě
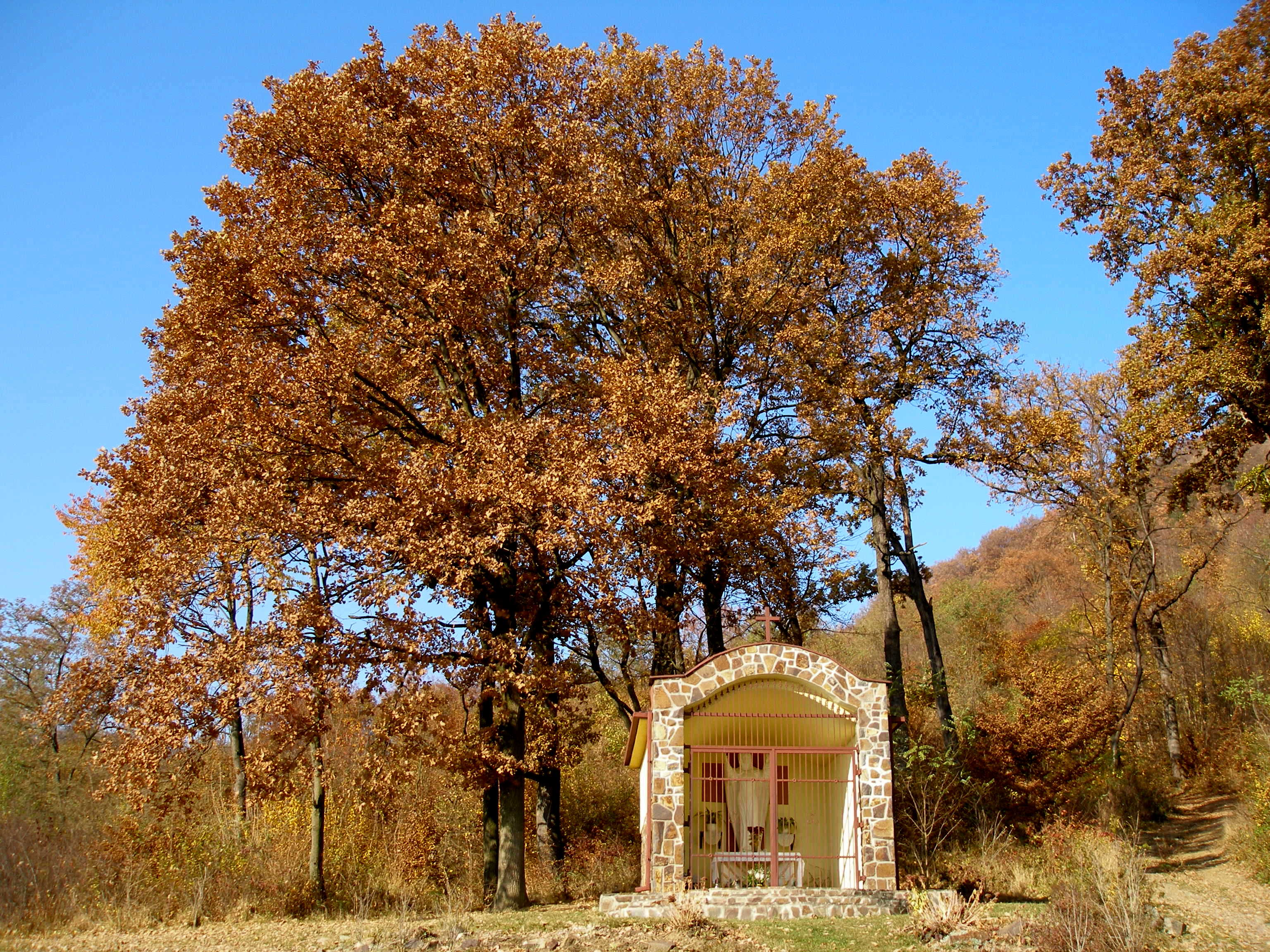
Podzim ve městě